# 穀陽郡
穀阳郡，中国南北朝设置的郡。
东魏武定六年（548年），东魏取阳平郡，改名穀阳郡，治所在高昌县（治今安徽省固镇县穀阳城），属睢州，下辖二县：高昌县、连城县（治今安徽省固镇县连城集）。北齐时，穀阳郡改属仁州（治赤坎城，今安徽固镇仁和集）。南陈太建五年（573年）得穀阳郡，属潼州（治今安徽省灵璧县）。周武帝取穀阳郡，属仁州。隋朝开皇初年，废穀阳郡为陽縣，属仁州。